# El poder y la gloria
El poder y la gloria es el título en castellano del libro de 1940 The Power and the Glory, una novela del autor británico Graham Greene. El título es una alusión a la doxología usualmente añadida al final del Padre Nuestro: «Tuyo es el reino, el poder y la gloria, por los siglos de los siglos, amén».
Esta novela también ha sido publicada bajo el nombre The Labyrinthine Ways.

## Temática
La novela cuenta la historia de un sacerdote católico que se encuentra en el estado mexicano de Tabasco durante la década de 1930, un tiempo en que el gobierno mexicano luchó por suprimir a la Iglesia católica en varias áreas del país, época conocida como la Guerra Cristera.

## Película y versiones para televisión
En 1947, la novela fue adaptada a una película titulada El fugitivo, dirigida por John Ford con Henry Fonda como el sacerdote. En 1959, fue adaptada para la televisión británica con James Donald como el sacerdote. La cadena de televisión estadounidense CBS produjo otra versión en 1961, con la actuación de Laurence Olivier en el papel del sacerdote y George C. Scott en el del teniente.

## Importancia y crítica literaria
Graham Greene, al escribir esta novela, aparece muy interesado en la idea del poder de los sacramentos católicos, y enfatiza en la idea de que estos pueden cambiar las vidas para bien, sin importar el sacerdote que los administre. El libro es considerado por muchos como su obra maestra.

## Libros católicos de Greene
Algunos críticos literarios como Ignacio Valente señalan que ésta es una de las cuatro novelas católicas del autor, junto con El fin de la aventura, El corazón del asunto y Un caso acabado, libros en donde el autor profundiza en temas católicos.[cita requerida] Sin embargo, su último novela sobre el sacerdote español Monseñor Quijote también es católica.